# Cour impériale de Kyoto

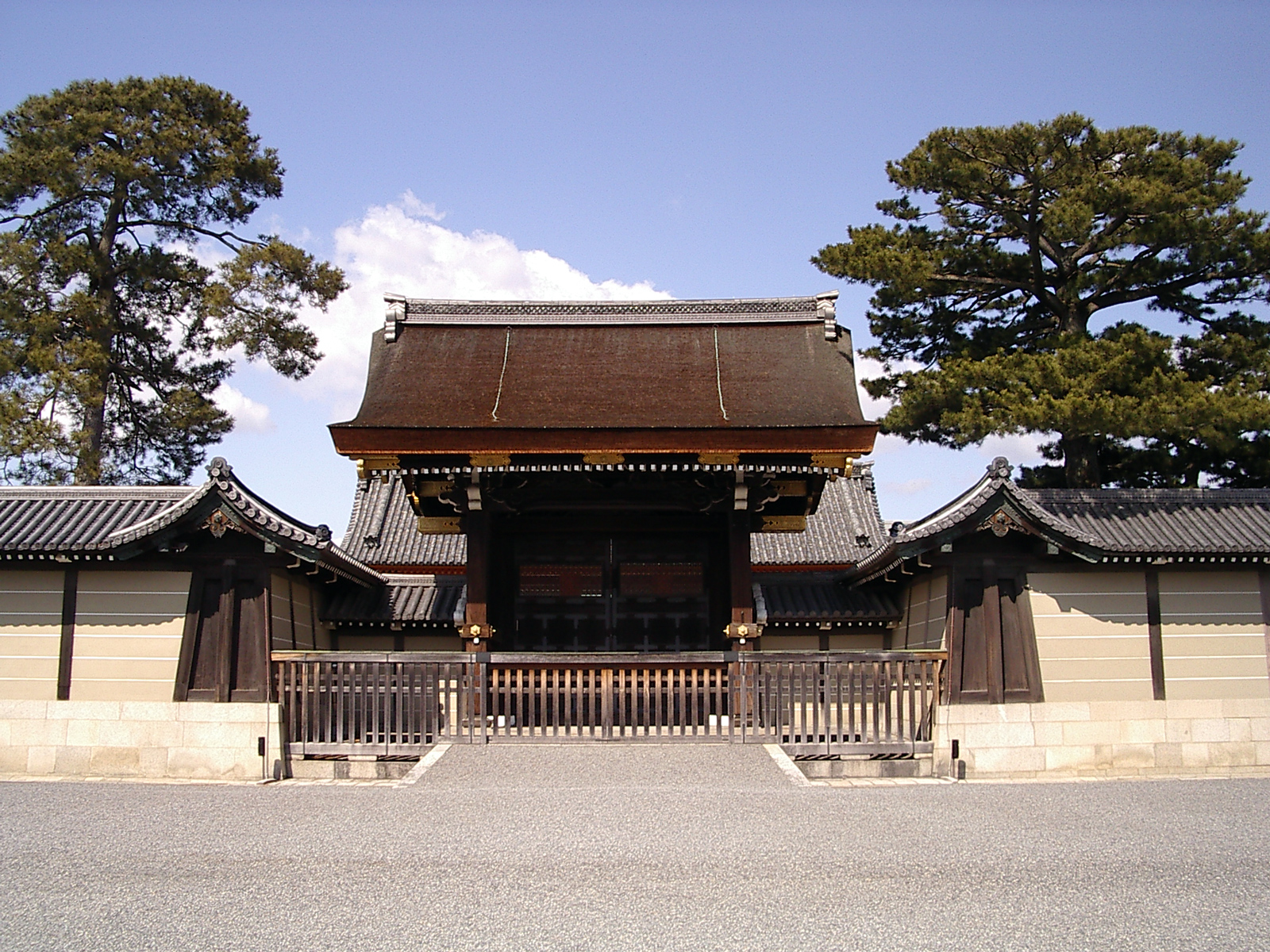
Vue de la façade du palais impérial de Kyōto.

La cour impériale de Kyōto, anciennement la cour impériale de Heian, fut le gouvernement nominal du Japon à partir de 794, date à laquelle l'empereur Kammu déplaça la capitale à Heian-kyō (littéralement « capitale de la paix », aujourd'hui Kyoto), et jusqu'à l'ère Meiji, en 1868, lorsque la cour fut transférée à Tokyo et intégrée au gouvernement de l'empereur Meiji.
Si l'empereur régnait nominativement, le vrai pouvoir était durant toute l'ère Heian aux mains des régents Fujiwara, malgré la tentative de certains empereurs d'échapper à cette emprise via l'institution de l'insei.
Après la guerre de Genpei, et l'établissement du bakufu par Minamoto no Yoritomo en 1185, le pouvoir fut aux mains des shoguns, que les gouvernements étrangers, et notamment chinois, prirent souvent pour des empereurs du Japon.